# В небе только девушки
«В небе только девушки» — художественный короткометражный фильм 1967 года выпуска. Съёмки происходили на высоте 4000 метров и в них принимали участие 20 спортсменок Центрального спортивного парашютного клуба ВДВ. Фильм снят по мотивам русской народной сказки «Похищение Василисы Прекрасной».

## Сюжет
Василиса Прекрасная спешила в самолете на свидание к Иванушке. Тайно пробравшаяся в самолет Баба-Яга ждала удобного момента, чтобы похитить Василису и помешать ей встретиться с женихом. В итоге Баба-Яга хватает Василису Прекрасную и выпрыгивает с ней из самолёта. Василиса пытается вырваться из цепких рук старой ведьмы, но это ей не удается и она зовет на помощь Иванушку. Жених спешил на свидание с любимой на другом самолете и вовремя услыхал тревожный зов. Иванушка настигает коварную Бабу-Ягу, после короткой схватки вырывает у неё метлу и освобождает Василису. Лишенная волшебной силы, ведьма беспорядочно кувыркается в воздухе и стремительно несется к земле.
Также в съёмках участвовали скоморохи, черти и медведь, которые создавали сказочную атмосферу.

## Факты
- В фильме снимались не только девушки, но и мужчины парашютисты, в частности в роли "Медведя" совершал прыжки 15-кратный чемпион СССР, абсолютный чемпион мира, 22-кратный рекордсмен мира, мастер спорта международного класса Островский Пётр Францевич.

- Трубочкина Мария не совершала прыжки в шкуре медведя, всё это монтаж.

## Награды
- В 1968 году фильм получил главный приз (золотая раковина) за лучший короткометражный фильм на международном кино фестивале в Сан-Себастьяне